# Jinsafut
Jinsafut, en arabe : جينصافوط, est un village du gouvernorat de Qalqilya en Palestine. Il est situé à 16 km à l'est de Qalqilya en Cisjordanie.
Selon le recensement du bureau central palestinien des statistiques, la localité compte une population de 2 571 habitants en 2017.